# Superstar: The Karen Carpenter Story
Pour plus de détails, voir Fiche technique et Distribution.
Superstar: The Karen Carpenter Story est un film américain réalisé par Todd Haynes, sorti en 1987.

## Synopsis
La vie de la chanteuse Karen Carpenter et son combat contre l'anorexie racontée à l'aide de poupées Barbie.

## Fiche technique
- Titre : Superstar: The Karen Carpenter Story
- Réalisation : Todd Haynes
- Scénario : Cynthia Schneider et Todd Haynes
- Photographie : Barry Ellsworth
- Montage : Todd Haynes
- Production : Todd Haynes et Cynthia Schneider
- Société de production : Iced Tea Productions
- Pays de production :  États-Unis
- Genre : Biopic et drame
- Durée : 43 minutes
- Date de sortie : 
  - États-Unis : 15 juillet 1987 (première projection)

## Doublage
- Merrill Gruver : Karen
- Michael Edwards : Richard
- Melissa Brown : Mother
- Rob LaBelle : M. A&M / le père
- Nannie Doyle : Cherry
- Cynthia Schneider : Dionne
- Todd Haynes : Todd Donovan, le DJ
- Michelle Manenti : Michelle Hoyt

## Diffusion
Le film comporte de nombreux morceaux du groupe The Carpenters mais ceux-ci n'ont pas été licenciés. Le Museum of Modern Art détient une copie du film mais ne peut pas le projeter en accord avec The Carpenter Estate, société ayant-droit de ces titres musicaux.